# نتسباخ
نتسباخ (به آلمانی: Netzbach) یک شهر در آلمان است که در Verbandsgemeinde Hahnstätten واقع شده‌است. نتسباخ ۴۰۹ نفر جمعیت دارد.